# Постников, Сергей Несторович
Сергей Несторович Постников (1861—не раньше 1907) — самарский политический деятель и предприниматель, городской голова Самары с 1905 года.

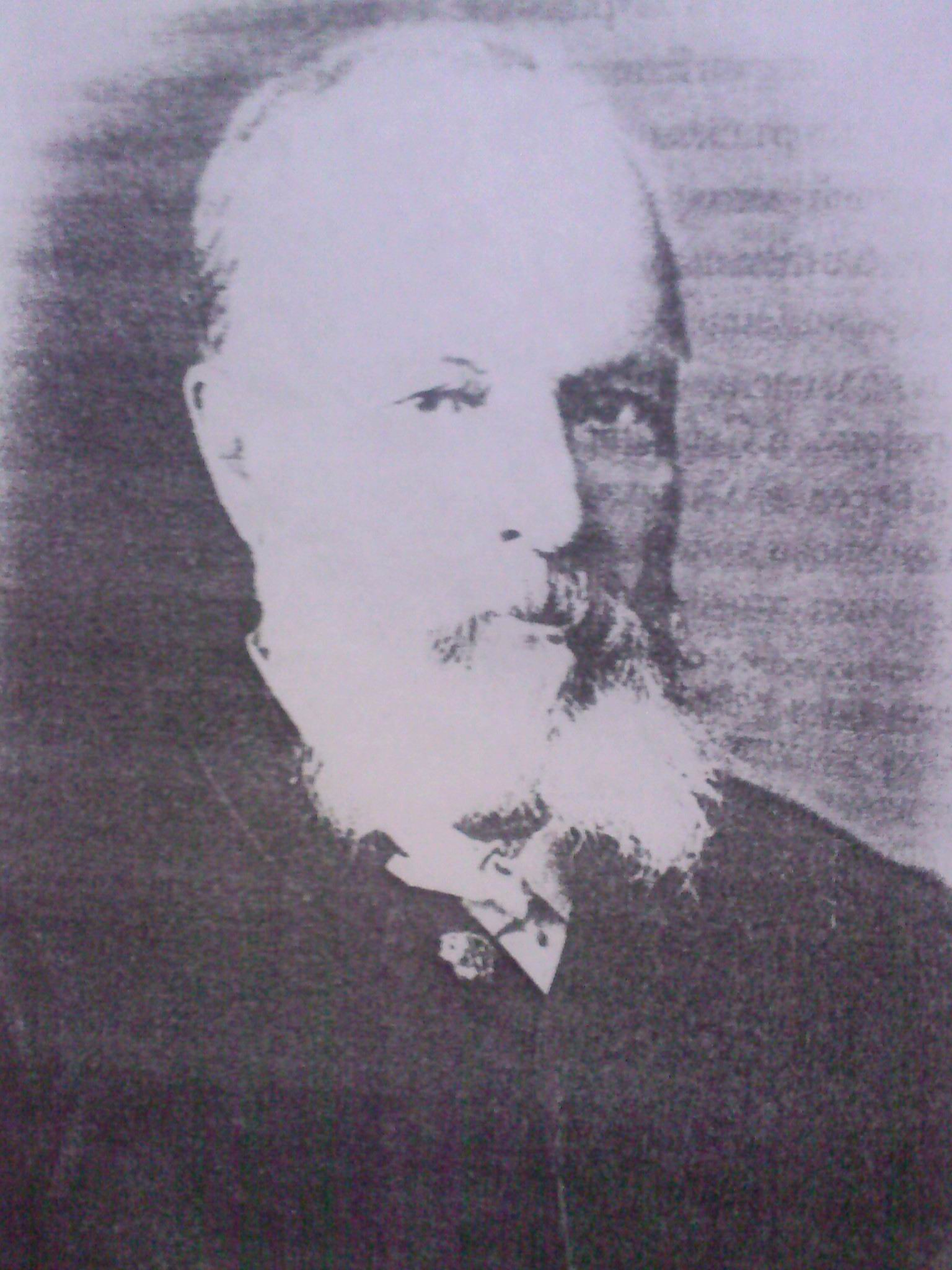
Нестор Васильевич Постников— отец Сергея Нестеровича Постникова

## Семья
Родился в Самаре 14 сентября 1861 года, в семье Нестора Васильевича Постникова. Отец был старшим врачом Самарской губернской больницы, в 1859 году открывшим кумысолечебницу. Мать Мария Андреевна — до замужества была фрейлиной английской королевы Виктории, уроженкой Бирмингема Мэри Джейн Виллингс.
9 июня 1899 года Сергей Постников женился на княгине Елизавете Николаевне Черевиной. Брак был крепким, родилось трое детей:
- Татьяна в 1900 году,
- Павел 1901 году,
- Людмила в 1902 году.

## Образование
Закончил Симбирскую военную гимназию в 1881 году. 17 августа 1881 года начал учёбу в 3-м Александровском военном училище юнкеров рядового звания. Окончил военное училище по 1-му разряду.

## Военная служба
Служба Постникова началась 16 февраля 1882 году со звания унтер-офицера. 1 декабря 1882 года становится портупей-юнкером. 2 марта — 4 июня 1883 года находится в составе войск, собранных в Москве по случаю коронования Их Императорских Величеств Александра III с супругой, за это был награждён бронзовой медалью. 12 августа 1883 года закончилась служба в училище. В 1883 году получил звание подпоручика. В этом же году зачислен в 8-й гренадерский Московский полк Великого Герцога Фридриха Мекленбург-Шверинского, который располагался в Твери. 21 января 1885 года назначен батальонным адъютантом. 14 мая 1885 года командирован в штаб Гренадерского корпуса.
7 июня 1888 года Сергею Постникову присвоено звание поручика со старшинством. 24 октября 1888 года — сдал должность батальонного адъютанта. 30 ноября 1888 года зачислен в запас армейской пехоты и ушёл в отставку по 1 января 1889 года. 2 декабря 1888 года был исключён из списков полка.

## Деятельность в Самаре
- С 19 июня 1891 года — земский начальник 5-го участка Самарского уезда.
- С 28 августа 1898 года — земский начальник 8-го участка Самарского уезда.
- 13 августа 1899 года получил чин надворного советника.
- Сергей Постников состоял в 1898—1900 и 1905—1917 годах гласным городской думы. В 1907—1917 годах занимал должность почётного мирового судьи.
- В 1908—1911 годах — гласный Самарского губернского земского собрания.
- В 1910—1917 годах — депутат Самарского губернского дворянского собрания.

## Городской голова
26 ноября 1905 года Постникова выбрали самарским городским головой.
На своём посту сумел сделать немало. В числе его заслуг :
- устройство водопровода в Засамарскую слободу,
- строительство моста через реку Самару.
- открытие 2-й мужской гимназии,
- расширение бухты на реке Самаре.

## Первый трамвай
Всю свою власть Постников использовал для получения концессии на постройку и эксплуатацию трамвая, которую у него заранее перекупила иностранная фирма, о чём знали многие самарцы, и потому довольно низко ценили Постникова как руководителя. «Его карьера городского головы окончилась бесславно» — писали в самарских газетах в конце 1906 года. Причина ухода с поста была связана с тем, что он достиг цели — в июле 1906 году получил концессию на постройку трамвая. С ним обсуждался проект контракта. Договор предусматривал строительство двух городских и одной загородной линий, маршрут которых был определён Сергеем Несторовичем Постниковым. Но министерство внутренних дел не подтвердило договора о концессии, и Постников потерял как концессию, так и место главы города. Оставаясь гласным Самарской городской думы, Постников с 9 августа участвовал в работе трамвайной комиссии думы, а с 1914 по 1915 год являлся её председателем. 25 февраля 1915 года по улицам Самары проехал празднично украшенный первый трамвай.

## Кумысолечебница Постникова
В 1907 году к Сергею Постникову перешло руководство семейной кумысолечебницей. Благодаря его предприимчивости в 1908 году военное ведомство учредило в кумысолечебнице станцию для офицерских чинов.
В 1919 году советские самарские власти из кумысолечебницы Постникова сделали детский санаторий № 1 им. Коминтерна. В 1925 году это был уже Самарский туберкулёзный диспансер губздравотдела.
В 1929 году диспансер уже упоминается «именным» — имени З. П. Соловьёва. С января 1935 года несколько месяцев диспансер был краевым научно-практическим туберкулезным институтинститутом им. З. П. Соловьёва. В 1936 году бывшая кумысолечебница Постникова — Куйбышевский областной научно-практический туберкулёзный диспансер им. З. П. Соловьёва.
В 1941 году диспансер стал Куйбышевской областной туберкулезной больницей им. З. П. Соловьёва.